# Декларација о независности Естоније
Декларација о независности Естоније или у оригиналу Манифест народу Естоније (ест. Manifest kõigile Eestimaa rahvastele) документ је из 1918. године којим је званично основана Република Естонија. Манифест је званично објављен 24. фебруара 1918. године и у савременој Естонији тај дан се обележава као Дан независности.
Међународно признање независности Естоније уследило је током 1921. године када је ова држава постала пуноправном чланицом Друштва народа.